# Lithocarpus conocarpus
Lithocarpus conocarpus là một loài thực vật có hoa trong họ Cử. Loài này được (Oudem.) Rehder mô tả khoa học đầu tiên năm 1919.